# Helene Costello
Helene Costello (21 de junho de 1906 - 26 de janeiro de 1957) foi uma atriz de teatro e de cinema estadunidense que teve sua carreira mais característica na era do cinema mudo. Filha do ator Maurice Costello e irmã da atriz Dolores Costello, atuou em 100 filmes entre 1909 e 1942.

## Biografia

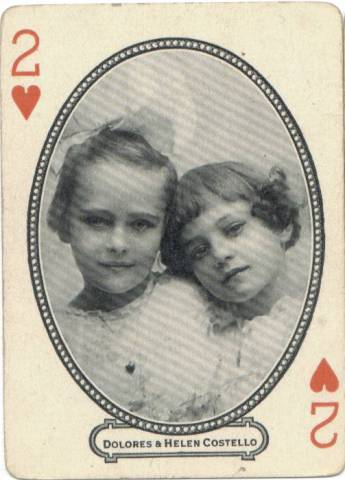
As irmãs Dolores e Helen Costello na infância.

Nascida em Nova Iorque, Costello era a filha mais jovem do ator de teatro e cinema Maurice Costello e sua esposa também atriz Mae Costello (nascida Altschuk). Sua irmã mais velha, Dolores também era atriz e se casou com o ator John Barrymore.
Atuou desde os 3 anos de idade, e a primeira incursão de Helene no cinema foi ao lado de seu pai, na adaptação de 1909 do romance de Victor Hugo, Les Misérables (1909). Continuou atuando no cinema através dos anos 1910 como Atriz infantil, além de trabalhar em vaudeville e teatro. Em 1924, apareceu com sua irmã Dolores no show George White's Scandals. Pouco tempo depois, as duas irmãs assinaram contrato com a Warner Bros. Costello atingiu seu pico de popularidade pública em meados de 1920 e chegou a ganhar salário de US$ 3 000 por semana.
Embora ela tivesse aparecido na tela desde a infância, Costello foi selecionada como uma das WAMPAS Baby Stars de 1927. The WAMPAS Baby Stars foi uma campanha promocional, patrocinada pela United States Western Association of Motion Picture Advertisers, uma associação de anunciantes de cinema, que homenageava treze (quatorze em 1932) jovens mulheres a cada ano, as quais eles acreditavam estarem no limiar do estrelato cinematográfico. Elas foram selecionadas a partir de 1922, até 1934, e eram premiadas anualmente e homenageadas em uma festa chamada WAMPAS Frolic.
Em 1928, Costello estrelou o primeiro filme totalmente falado Lights of New York, e no mesmo ano, saiu de seu contrato com a Warner Bros., depois de se recusar a estrelar como protagonista ao lado de Rin-Tin-Tin. O papel final mais substancial de Costello foi ao lado de sua irmã Dolores no musical Technicolor The Show of Shows (1929). Costello e sua irmã atuaram no número musical Meet My Sister.
Após o advento do som, a carreira de Costello declinou devido a sua voz, além de seus problemas particulares, tais como sua doença, seu envolvimento com drogas, três divórcios, uma batalha judicial com seu terceiro marido e dificuldades financeiras. De 1930 a 1934, Costello não fez nenhum filme. Em setembro de 1935, ela assinou contrato com a Metro-Goldwyn-Mayer e voltou ao cinema, num papel secundário em Riffraff (1936). Seu último papel foi uma pequena participação no filme de 1942 The Black Swan. Mais tarde, em 1942, Costello pediu concordata.

## Vida pessoal
Costello foi casada quatro vezes, e todos os seus casamentos terminaram em divórcio. Seu primeiro casamento foi com o jogador de futebol John W. Regan, em 1927, de quem se divorciou em junho de 1928. O segundo casamento foi como ator e diretor Lowell Sherman, em 15 de março de 1930, em Beverly Hills, de quem se separou em novembro de 1931 e divorciou em maio de 1932. O terceiro casamento de Costello foi com Dr. Arturo de Barrio, um advogado de uma proeminente família cubana. Eles se casaram em Havana a 6 de janeiro de 1933, mas como seu casamento foi considerado inválido, pois Costello ainda não obtivera o divórcio de seu segundo marido, eles se casaram novamente em Los Angeles, em junho de 1933. Em 1939 se divorciaram.
O quarto casamento de Costello foi com o artista George Lee Le Blanc, em 1940, e o casal teve uma filha, Diedre, em 1942, porém se divorciaram em 6 de agosto de 1947. Logo depois de Costello pedir o divórcio, Le Blanc entrou para a Marinha Mercante dos Estados Unidos, porém deixou Diedre sob os cuidados da irmã de Helene, Dolores, alegando que Helene era inadequada para cuidar de Diedre por causa do seu alcoolismo. Costello tentou recuperar a custódia em setembro de 1947, e durante uma audiência de custódia, o pai de Costello e Lionel Barrymore (ex-cunhado de Dolores Costellos) testemunharam que Costello não tinha problemas com a bebida. Em abril de 1948, Costello foi forçada a deixar seu apartamento devido a problemas financeiros e Le Blanc recebeu a custódia temporária de Diedre. Costello e Le Blanc se divorciaram em junho de 1948.

## Morte
Em 24 de janeiro de 1957, Costello foi admitida no Patton State Hospital para tratamento de dependência de drogas e álcool. Ela morreu dois dias depois, de pneumonia. Seu funeral foi em 30 de janeiro, e foi sepultada em um túmulo não-marcado no Calvary Cemetery (Los Angeles).
Por sua contribuição para a indústria cinematográfica, Helene Costello tem uma estrela na Calçada da Fama, no 1 500 Vine Street em Hollywood.

## Filmografia parcial

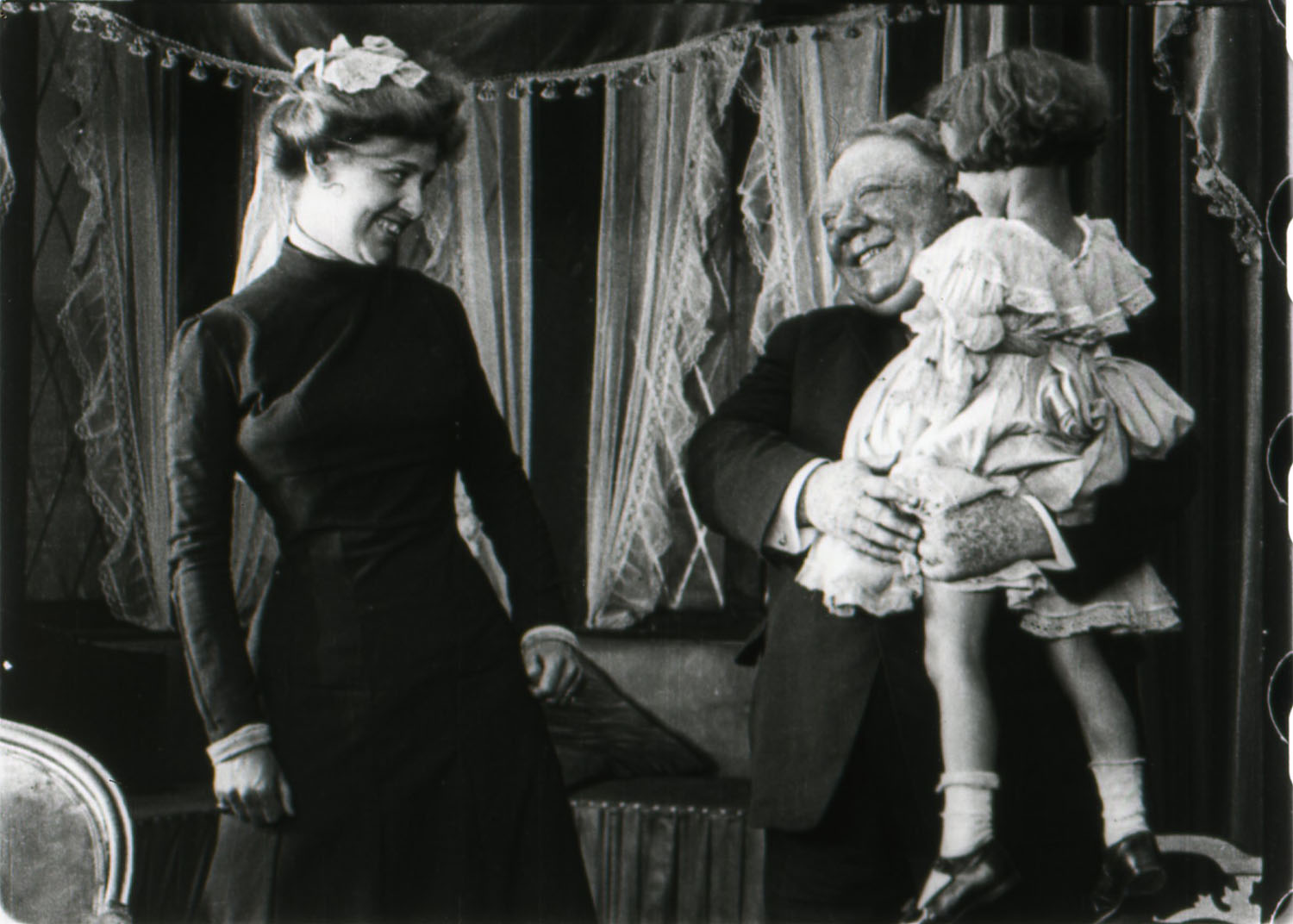
Helene Costello em papel infantil no filme Her Crowning Glory, em 1911.

| Ano  | Título                       | Personagem                    | Notas         |
| ---- | ---------------------------- | ----------------------------- | ------------- |
| 1909 | Les Misérables               | Criança                       | Parte 1       |
| 1909 | A Midsummer Night's Dream    | Fada                          |               |
| 1910 | The Fruits of Vengeance      | Criança de Pauline            |               |
| 1911 | A Quaker Mother              | Filha de Harmon               |               |
| 1911 | Her Crowning Glory           | Helen, a criança              |               |
| 1912 | The Meeting of the Ways      | Uma das crianças de Tom       |               |
| 1912 | In the Garden Fair           | Filha de Mrs. Rose, Helen     |               |
| 1912 | Cleopatra                    | Nicola – uma criança          |               |
| 1913 | Beau Brummel                 | Criança                       | Não-creditada |
| 1913 | The Price of Thoughtlessness | Mabel                         |               |
| 1914 | Bunny's Mistake              | Pequena Helene                |               |
| 1914 | The Barrel Organ             | The Child                     |               |
| 1915 | The Evil Men Do              | Beatrice – uma garotinha      |               |
| 1915 | Lifting the Ban of Coventry  | Helen Stuyvesant              |               |
| 1916 | Billie's Mother              |                               |               |
| 1925 | Ranger of the Big Pines      | Virginia Weatherford          |               |
| 1925 | The Man on the Box           | Irmã de Bob                   |               |
| 1925 | Bobbed Hair                  |                               |               |
| 1926 | The Love Toy                 | Princesa Patricia             |               |
| 1926 | Wet Paint                    | Ela                           |               |
| 1926 | Don Juan                     | Rena – Arrumadeira de Adriana | Não creditada |
| 1926 | The Honeymoon Express        | Margaret Lambert              |               |
| 1926 | Millionaires                 | Ida                           |               |
| 1926 | While London Sleeps          | Dale Burke                    |               |
| 1927 | Finger Prints                | Jacqueline Norton             |               |
| 1927 | The Fortune Hunter           | Josie Lockwood                |               |
| 1927 | The Broncho Twister          | Paulita Brady                 |               |
| 1927 | The Heart of Maryland        | Nancy                         |               |
| 1927 | Good Time Charley            | Rosita Keene - Daughter       |               |
| 1927 | In Old Kentucky              | Nancy Holden                  |               |
| 1927 | Husbands for Rent            | Molly Devoe                   |               |
| 1928 | Burning Up Broadway          | Floss                         |               |
| 1928 | Comrades                     | Helen Dixon                   |               |
| 1928 | Phantom of the Turf          | Joan                          |               |
| 1928 | Lights of New York           | Kitty Lewis                   |               |
| 1928 | The Midnight Taxi            | Nan Parker                    |               |
| 1928 | The Circus Kid               | Trixie                        |               |
| 1928 | Broken Barriers              | Beryl Moore                   |               |
| 1929 | When Dreams Come True        | Caroline Swayne               |               |
| 1929 | The Fatal Warning            | Dorothy Rogers                |               |
| 1929 | Innocents of Paris           | Pequena participação          | Não creditada |
| 1929 | The Show of Shows            | Atuação em "Meet My Sister"   |               |
| 1935 | Public Hero No. 1            | Papel indeterminado           | Não creditada |
| 1936 | Riffraff                     | Maizie                        |               |
| 1942 | The Black Swan               | Mulher                        | Não creditada |